# Marian Rapacki (trener)
Marian Tadeusz Rapacki (ur. 26 sierpnia 1919 w Płocku, zm. 19 kwietnia 2009 w Olsztynie) – polski trener kajakarstwa, działacz sportowy, twórca i wieloletni kierownik Olsztyńskiego Muzeum Sportu, honorowy obywatel Olsztyna.

## Życiorys
Urodził się w rodzinie dyrektora szkół rolniczych. Po zdanej maturze kontynuował naukę w szkole podchorążych, mając w planach studia w Centralnym Instytucie Wychowania Fizycznego w Warszawie; zamiary te udaremnił wybuch II wojny światowej. Rapacki brał udział w kampanii wrześniowej, później trafił do partyzantki w powiecie grójeckim, był związany z Armią Krajową. Pod koniec wojny służył w Wojsku Polskim i jako żołnierz liniowej 15 Dywizji Piechoty trafił w 1945 do Olsztyna. Został skierowany do pracy w wojskowych jednostkach odpowiedzialnych za sport i kulturę fizyczną (Urząd Wychowania Fizycznego i Przysposobienia Wojskowego w Olsztynie). Wkrótce trafił do Łuczan (przemianowanych w 1946 na Giżycko), gdzie tworzył podstawy powojennego ruchu sportowego w takich dyscyplinach, jak lekkoatletyka, boks, piłka nożna, żeglarstwo, bojery. Był również kierownikiem Wydziału Wyszkolenia Liniowego Powszechnej Organizacji „Służba Polsce” w Olsztynie. W 1950 został przeniesiony do rezerwy w stopniu kapitana.
Po przejściu do rezerwy kontynuował działalność w sporcie olsztyńskim. Działał w Lidze Morskiej i Lidze Przyjaciół Żołnierza, kierował ośrodkami wodnymi tych stowarzyszeń w Olsztynie, przy Lidze Przyjaciół Żołnierza stworzył pierwszą w województwie sekcję kajakarstwa. Założył także sekcje kajakarskie Olsztyńskiego Klubu Sportowego (Stomil Olsztyn, początkowo pod nazwą Olsztyński Klub Sportów Wodnych) i Zrywu Olsztyn. Stworzył w ten sposób podstawy pod wyczynowe kajakarstwo na Warmii i Mazurach. Jako czołowy trener kajakarstwa w województwie (miał trenerską klasę mistrzowską) znalazł także uznanie w oczach krajowej federacji. W 1955 został trenerem reprezentacji młodzieżowej Polski, w latach 1956–1964 był drugim trenerem kadry seniorskiej. Krótko przed olimpiadą w Tokio zastąpił Stanisława Zantarę na stanowisku pierwszego trenera i prowadził kadrę na igrzyskach. W Tokio Daniela Pilecka zajęła 7. miejsce, dwójka Pilecka – Izabella Antkowiak 8. miejsce, pozostałe osady nie zdołały awansować do olimpijskiego finału. Brak spektakularnego sukcesu nie pozwolił Rapackiemu na kontynuację pracy z zespołem narodowym.
W latach 1961–1976 był kierownikiem sekcji kajakarskiej i trenerem w Olsztyńskim Klubie Sportowym (później Stomilu Olsztyn). Łącznie wychował około 150 medalistów mistrzostw Polski, mistrzostw Europy, mistrzostw świata. Do jego najbardziej znanych podopiecznych należą Wacław Sklinsmont, Kazimierz Nikin (wicemistrz świata na 10 000 m, 1975), Andrzej Gronowicz (wicemistrz olimpijski z Montrealu, 1976 na 500 m w kanadyjkach dwójkach). Poza pracą trenerską był również sędzią klasy związkowej.
W latach 1977–1979 pracował w Wojewódzkiej Federacji Sportu w Białymstoku jako szef wyszkolenia, następnie powrócił do Olsztyna i krótko był kierownikiem organizacyjnym oraz kierownikiem wyszkolenia Wojewódzkiego Zespołu Metodyczno-Szkoleniowego. Pod koniec 1979 przeszedł na emeryturę. Nie zaprzestał działalności w sporcie – doprowadził do powstania Wojewódzkiego Klubu Olimpijczyka, a w 1988 Olsztyńskiego Muzeum Sportu (uroczyste otwarcie 12 maja 1989), mieszczącego się początkowo w siedzibie klubu Stomil Olsztyn, a od 2004 w hali widowiskowo-sportowej „Urania” (przy okazji zmiany siedziby nazwę placówki zmieniono na Muzeum Sportu w Olsztynie). Marian Rapacki był wieloletnim kierownikiem muzeum (do 2000), udało mu się zgromadzić dokumentację i liczne eksponaty związane przede wszystkim z powojennym sportem na Warmii i Mazurach. Wiedzę na ten temat popularyzował również w czasie licznych spotkań z młodzieżą szkolną, a także w publikacjach prasowych (m.in. wiosną 1998 ogłosił na łamach "Gazety Olsztyńskiej" razem z Pawłem Jarząbkiem cykl „Alfabet Mariana Rapackiego”, przedstawiający sylwetki wiodących postaci sportu olsztyńskiego).
W Polskim Związku Kajakowym był przez pewien czas (w latach 50. i 60.) w składzie zarządu, potem przewodniczył Radzie Trenerów. Otrzymał odznaczenia bojowe i państwowe, w tym Krzyżem Kawalerskim Orderu Odrodzenia Polski oraz odznakę Zasłużonego Działacza Kultury Fizycznej. 26 maja 2004 władze Olsztyna nadały mu tytuł honorowego obywatela miasta (razem z Rapackim zaszczyt ten spotkał przedstawicieli olsztyńskiej siatkówki – Mieczysława Doroszuka i Zbigniewa Lubiejewskiego).
20 października 2009 jego imieniem uhonorowano Muzeum Sportu w Olsztynie.
Był żonaty, ojciec dwójki dzieci (córka Jadwiga, ur. 1946 i syn Marian, 1950-1995).